# وحدة اقتصادية

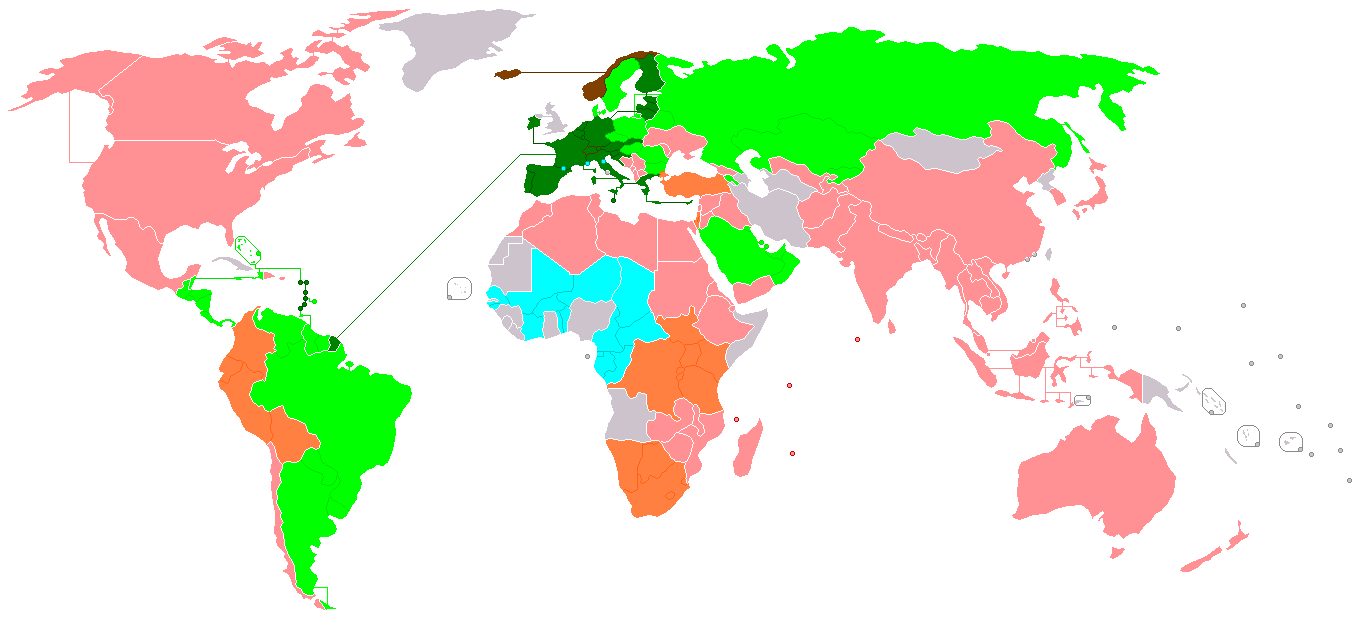

الوحدة الاقتصادية (بالإنجليزية: Economic union)‏، هو اتحاد من دولتين أو أكثر لإزالة الرسوم الجمركية والقيود الكمية على التجارة الدولية، وإقرار سياسة زراعية مُشتركة، وتوفير حرية انتقال الأفراد ورؤوس الأموال وإجراء تنسيق فعال بين السياسات النقدية وبين الدول الأعضاء.
- أمثلة على الوحدات الاقتصادية:
  - الاتحاد الأوروبي
  - السوق المشتركة لأمريكا الوسطى
  - الاتحاد الاقتصادي الأوروآسيوي
  - مجلس التعاون لدول الخليج العربية